# Eiber

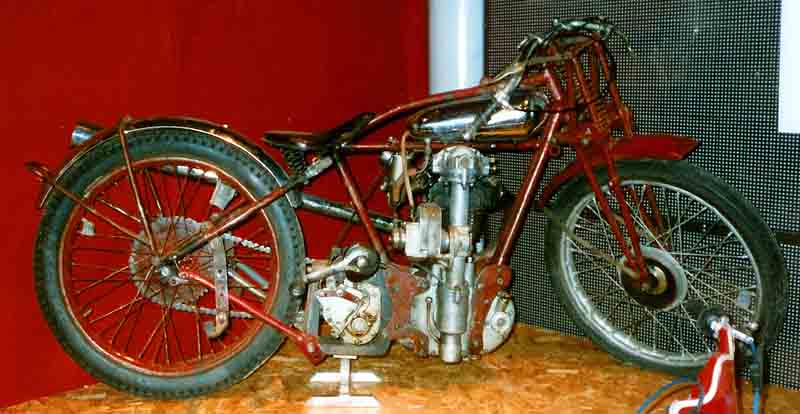
Eiber 650 cc OHC 1934

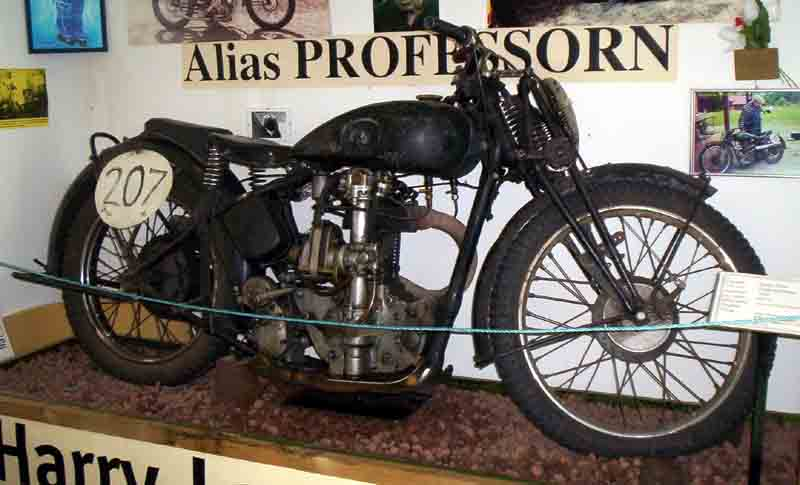
Eiber Special 500 cc som körts av Harry Lundberger

Eiber är ett svenskt motorcykelmärke, tillverkat av motorfirman Nils Eiber & Co.,som var beläget i trakten av Halmstad och senare Örkelljunga.
Nils Eiber (före 1919) som bodde på Bjällbo gård där hans far var lantbrukare började när han var elva år gammal 1909 bygga sin första motorcykel. Motorn var en tvåcylindrig motor av okänt fabrikat. Först 1917 var dock motorcykeln färdig som Eiber ville ha den efter att ha byggts om flera gånger. Nils Eiber kom dock att inleda sin karriär med att konstruera och tillverka en motorplog för plöjning av jordbruksmark. Eiber kom även att tillverka stationära motorer för Svenska Sockerfabriks AB. Tre motorplogar konstruerades, den sista ställdes ut på Jubileumsutställningen i Göteborg 1923. Den såldes men några fler beställningar kom inte in och Eiber kom nu att gå över till att tillverka mindre motorer och motorcyklar.
1922 började han tillverka en första modell med en 193 cc fyrtaktsmotor av vilken kom att framställas i två exemplar. Samtidigt bildas bolaget Nils Eibner & Co. med faderns som delägare i firman. 1923 tillverkade Eiber en "stor modell" med en tvåcylindrig V-motor på 633 cc. Med utgångspunkt från denna tillverkade han en förbättrad lättviktsmodell med motor på 193 cc, vilken kunde levereras i både fyrtakt och tvåtaktsutförande. 1924 fick han beställning på två motorcyklar från svenska armén för att utprovas som militärmotorcyklar. I samband med detta flyttas tillverkningen från Bjällbo gård till Halmstad. Under sommaren 1925 tillverkas den hundrade motorcykeln. En ny motorcyklel med motor på 200 cc började tillverkas och man tog även fram en ny motor på 250 cc. Faderns jordbruk hade tidigare gett ekonomiskt stöd för fabriksrörelsen men i takt med att konjunkturerna för jordbruket blev allt sämre minskade stödet därifrån. Under sommaren blev det klart att Eibers motorcyklar inte klarat av arméns tester och man blev tvungna att söka andra kunder. Ett avtal skrevs i februari 1926 om leverans av Eibers 250 cc-motorer till Nymans Verkstäder, Eibner kom även att tillverka bensintankar och verktygsväskor till Nymans Verkstäder.
Inför en hotande konkurs av jordbruket vid Bjällbo gård tvingas motorcykelverkstaden att helt avskiljas från jordbruket, och i samband med det förflyttades verksamheten till en provisorisk lokal i en nedlagd snickerifabrik i Örkelljunga, Dagoberthfabriken. 14 mars 1926 flyttade man provisoriskt in i den gamla snickerifabriken, och en månad efter börjar nya fabriklokaler att uppföras. I januari 1927 stod fabriksbyggnaden klar. I samband med flytten till Örkelljunga övertogs motorcykeltillverkningen av ett nybildat bolag, Svensk Motorindustri. 1927 sades avtalet med Nymans Verkstäder ömsesidigt upp. Nymans höll på att utveckla en egen motor och Eiber ville satsa på att sälja sina egna motorcyklar. 1927 års modell blev en förbättring av 1926, fortfarande med 250 cc. Samtidigt började Nils Eiber att arbeta med en ny 500 cc som skulle bli fabrikens flaggskepp. Utvecklingskostnaderna blev dock höga, och Eibers affärssinne var inte det bästa. Skulderna växte sig allt större och 20 juli 1927 tvingas Nils Eiber att skicka in en konkursbegäran av företaget.
När motorcykeltillverkningen nedlagts 1927, flyttade Nils till Stockholm där han startade en ny firma, Eibers mekaniska verkstad, som för övrigt finns kvar än idag. Här inriktade han sig mot annan verkstadsindustri men fortsatte med intresset för motorer och motorcyklar som hobby. Nils omkom i en trafikolycka med bil i närheten av Flottsund 17 juli 1938.
Efter Eibers konkurs togs lokalerna i Örkelljunga över av Suecia, som fortsatte med motorcykeltillverkning.
Den välkända legendaren inom mc-världen Harry "Professorn" Lundberger körde bland andra Eiber.